# 須田一政
須田 一政（すだ いっせい、1940年（昭和15年）4月24日 - 2019年（平成31年）3月7日）は、日本の写真家。日常に潜む闇や妖しさなどと形容される、独自のスタイルによるスナップ写真を得意とした。また、大阪芸術大学写真学科の教授を務めるなど、後進の育成にも励んだ。

## 略歴
1940年、東京市神田区に生まれる。若い頃にはウィリアム・クライン、リチャード・アヴェドン、アーヴィング・ペンの写真集を洋書店で眺め、特にペンの作品を好んだという。1959年（昭和34年）に東洋大学法学部へ入学し、同大在学中より東京綜合写真専門学校の一期生らによるプロ・アマ写真家によって形成された「ぞんねぐるっぺ」に入会、写真の虜となった。1961年（昭和36年）、東洋大学を退学して東京綜合写真専門学校に入学、本格的な写真技術を学んだ。同校卒業後の1963年（昭和38年）、『日本カメラ』誌の月例コンテストで霊場恐山に旅した記録写真を『恐山』と題して発表、同誌の年間最優秀作家賞を受賞した。これによりアマチュア写真家として高い評価を受けていた須田であったが、家業を継ぐ為に写真家としての活動を休止する。
1967年（昭和42年）、寺山修司主催の劇団『演劇実験室 天井桟敷』が設立されると、寺山の戯曲を好んでいた須田が劇団のスタッフ募集広告を見て応募し、専属カメラマンとして採用される。これにより写真活動を再開することとなった。ここでは「一つのものに盲目的に向かうときの熱気を学んだ。」という。1971年（昭和46年）以降はフリーランスの写真家として活動の場を移し、全国各地を旅行して目に留まった様々な風情を写真に収めた。1975年（昭和50年）から2年間に亘り、『カメラ毎日』誌に不定期連載された6×6センチ判でプリントされたシリーズである『風姿花伝』は、1976年（昭和51年）に日本写真協会新人賞を受賞した。この受賞により須田は新進気鋭の写真家として世間に認められるようになった。1980年代中頃からは香港や台北といったアジア各地へも足を延ばすようになり、様々な題材を作品として発表した。ナガセフォトサロンで開催した個展「物草拾遺（ものくさしゅうい））」等により、1983年（昭和58年）に日本写真協会年度賞を、ドイフォトプラザ渋谷で開催した個展「日常の断片」等により、1985年（昭和60年）に第1回東川賞国内作家賞をそれぞれ受賞した。1996年（平成8年）には自身の写真活動の集成として、写真集『人間の記憶』を刊行する。これにより、翌年に第16回土門拳賞を受賞した。2013年（平成25年）にはマネキン人形を題材とした作品も制作している。同年には大規模な回顧展「凪の片（なぎのひら）」が東京都写真美術館で開催された。
須田は自主ギャラリーの平永町橋ギャラリーを主宰したり、「須田一政塾」と称するワークショップを行うなど、次世代の写真家の育成にも積極的であった。また、大阪芸術大学教授や『アサヒカメラ』誌の月例写真コンテスト（モノクロ部門）の審査員も務めていた。晩年は人工透析を受けながらも写真を撮り続けている。2019年3月7日、老衰により千葉市内の病院で死去した。78歳没。
現実と非現実の間に漂う一瞬を捉えたその作品は、1970年代からオーストリアやニューヨークなどでも紹介され、国内のみならず海外での評価も高い。主な作品集に『風姿花伝』（1978）、『わが東京100』（1979）、『紅い花』（2000）、『風姿花伝（完全版）』(2012)、『私家版・無名の男女』（2013）、『Early Works』（2014）、『Childhood Days』（2015）、『Rei』（2015）がある。

## 年譜
- 1940年　東京生まれ
- 1962年　東京綜合写真専門学校卒業[6]
- 1967年（1970年まで）　演劇実験室　天井桟敷（寺山修司主宰）専属カメラマン[6]
- 1971年　フリーとなる
- 1976年　「風姿花伝」により日本写真協会新人賞受賞
- 1983年　写真展「物草拾遺」等により日本写真協会年度賞受賞
- 1985年　写真展「日常の断片」等により第1回東川賞受賞
- 1997年　写真集「人間の記憶」により第16回土門拳賞受賞
- 2014年　「凪の片」等により日本写真協会作家賞受賞
- 2019年　写真集「日常の断片」により第31回写真の会賞特別賞受賞

## 主な著作
- 「風姿花伝」（1978年、朝日ソノラマ）

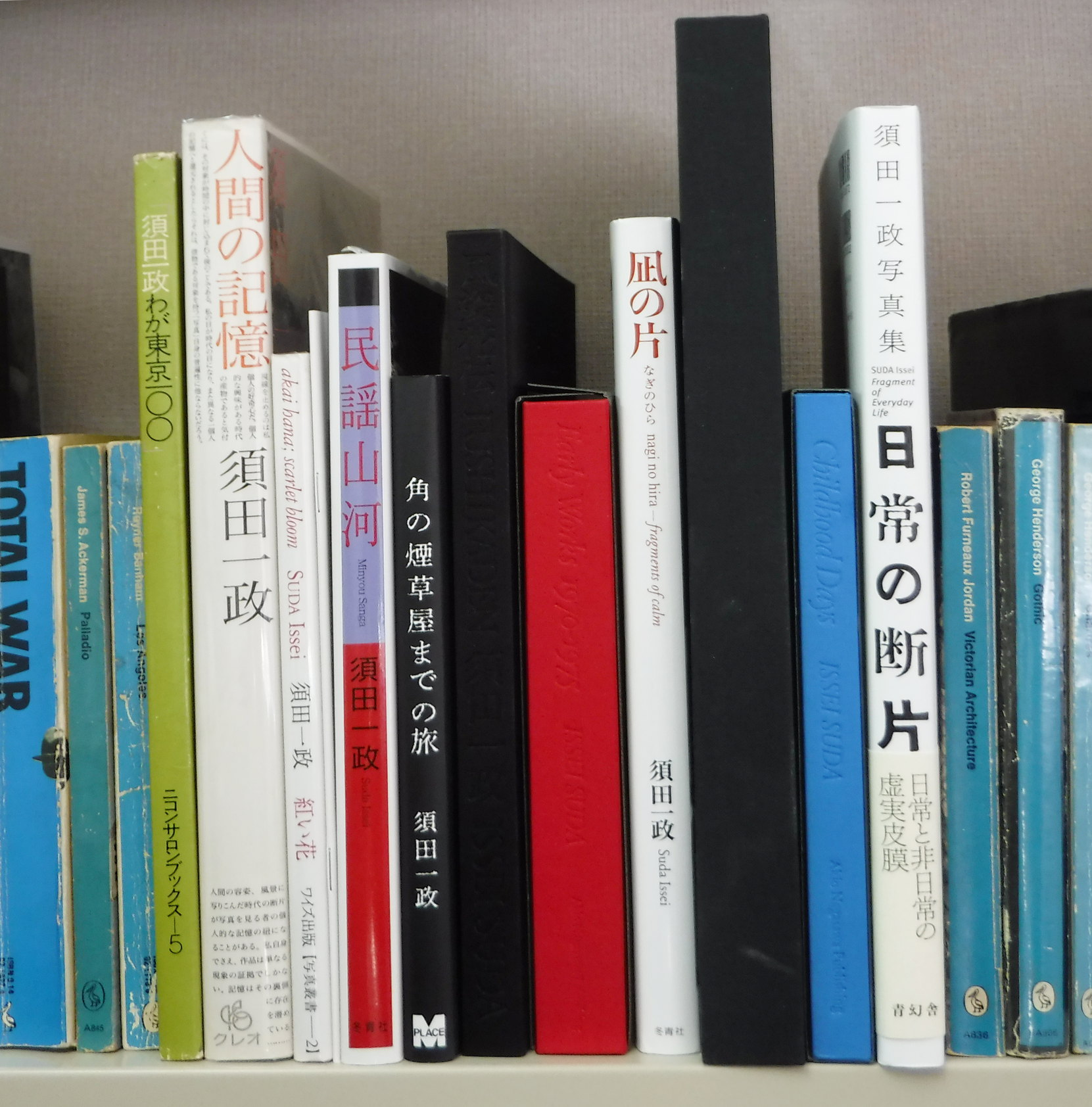
須田一政の写真集。左から『わが東京100』 (1979年)、『人間の記憶』、『紅い花』、『風姿花伝』 (JCII Photo Salon library)、『民謡山河』、『角の煙草屋までの旅』、『風姿花伝』（2012年）、『Early Works 1970–1975』、『凪の片』、『東京景』、『Childhood Days』、『日常の断片』

- 「わが東京100」（1979年、ニッコールクラブ）
- 「犬の鼻」（1991年、IPC）
- 「TRANCE　TRUNNK」フロッピーディスク（1994年、祥林舎）
- 「人間の記憶」（1996年、クレオ）
- 「日本の写真家40　須田一政」（1998年、岩波書店）
- 「紅い花」（2000年、ワイズ出版）
- 「民謡山河」（2007年、冬青社）
- 「角の煙草屋までの旅」（2011年、Place M）
- 「風姿花伝 完全版」（2012年、AkioNagasawaPublishing）
- 「RUBBER」（2012年、Place M）

## 個展
- 1977年 風姿花伝（ニコンサロン）東京－大阪
- 1978年 須田一政写真展（CAMP）東京
- 1978年 無名の男女・東京1976〜1978年（ニコンサロン）東京
- 1978年 FUSI　KADEN（キャノンフォトギャラリー）アムステルダム
- 1979年 須田一政の「みすずかる信濃」（ミノルタフォトスペース）東京－大阪ほか
- 1979年 須田一政写真展（痛快洞）福岡
- 1981年 須田一政わが東京（SICOF）イタリア・ミラノ
- 1982年 物草拾遺（ナガセフォトサロン）東京
- 1982年 「北へ。そして北から」（ミノルタフォトスペース）東京－大阪ほか
- 1983年 煙突のある風景・東京1980〜1982年（オリンパスギャラリー）東京
- 1983年 現代東京図絵（小西六フォトギャラリー）東京
- 1983年 須田一政展1971〜1983年（東京工芸大学　写大ギャラリー）東京
- 1985年 台北吉祥（東京デザイナーズスペースフォトギャラリー）東京
- 1985年 日常の断片（オリンパスギャラリー）東京
- 1985年 香港加速（ドイフォトプラザ渋谷）東京
- 1986年 須田一政オリジナルプリント展「風の譚」（ピクチャーフォトスペース）大阪
- 1986年 観光写真展（PAXギャラリー）東京
- 1986年 日本の風景－余白の街で（フジフォトサロン）東京
- 1986年 津軽遠近（ポラロイドギャラリー）東京
- 1987年 THE BIG PICTURE（INTERNATIONAL MONTH OF PHOTOGRAPHY'87）ギリシャ・アテネ
- 1987年 須田一政写真展　韓国・ソウル
- 1988年 台北白熱（ドイフォトプラザ渋谷）東京
- 1989年 東京1980（フォト・ギャラリー・インターナショナル）東京
- 1989年 須田一政写真展（新居浜市立郷土美術館）愛媛
- 1989年 街区－1988香港（オリンパスギャラリー）東京
- 1989年 4CHOME、GINZA、TOKYO　1983-1986（銀座ニコンサロン）東京
- 1991年 YOKOHAMA（フロッグ）東京
- 1991年 蔵の中（フジフォトサロン・プロフェッショナルスペース）
- 1991年 函館（オリンパスギャラリー）東京
- 1991年 犬の鼻（ミノルタフォトスペース）東京
- 1991年 基隆（平永町橋ギャラリー）東京
- 1991年 八月の濡れた砂（平永町橋ギャラリー）東京
- 1991年 宇都宮（フロッグ）東京
- 1992年 台北街視（高雄市立図書館）台湾・高雄
- 1992年 函館（函館ヒストリープラザ）北海道
- 1992年 東京・大阪（ピクチャーフォトスペース）大阪
- 1992年 香港走査（平永町橋ギャラリー）東京
- 1993年 家族日記（平永町橋ギャラリー）東京
- 1993年 裸の都市（ドイフォトプラザ渋谷）東京
- 1993年 風姿花伝（アートグラフ）
- 1993年 TAIPEI（平永町橋ギャラリー）東京
- 1994年 TRANCE（ツァイト・フォト・サロン）東京
- 1994年 光の挑発（ポラロイドギャラリー）東京
- 1995年 TRANCE　TRUNK／ELEGY（平永町橋ギャラリー）東京
- 1995年 NORMAL　LIFE（平永町橋ギャラリー）東京
- 1995年 日本の風景－面影の街で 1988-1993（フジフォトサロンプロスペース）東京
- 1995年 上海（平永町橋ギャラリー）東京
- 1995年 人の流れ（平永町橋ギャラリー）東京
- 1996年 風姿花伝（ギャラリ　ヴェリタ）東京
- 1996年 ホーチミンシティ（ドイフォトプラザ渋谷）東京
- 1996年 首の細い女－ベトナム・夏（アートグラフ）東京
- 1996年 十月の光－恐山まで（平永町橋ギャラリー）東京
- 1996年 ECLIPSE（コニカプラザ）東京
- 1997年 人間の記憶（銀座ニコンサロン）東京・大阪
- 1997年 ISSEI SUDA Still Photographs 「演劇実験室」天井桟敷1967-1970

（平永町橋ギャラリー）東京
- 1997年 ベトナム・夜（アートグラフ）東京
- 1997年 人間の記憶（土門拳記念館）山形
- 1998年 Hello Vietnam（銀座ニコンサロン）東京
- 1998年 Snap Landscape（ギャラリー古島）千葉
- 1999年 2Places（タカ・イシイギャラリ－）東京
- 1999年 NEW　AREA（コニカプラザ）東京・大阪・札幌
- 1999年 須田一政の世界から・風姿花伝（ツァイト・フォト・サロン）東京
- 1999年 須田一政　SELECTED（ギャラリー古島）千葉
- 1999年 FUSHI KADEN（ヘルテン国際写真フェスティバル）ドイツ
- 1999年 須田一政 Works（ギャラリー パストレイズ）神奈川
- 1999年 須田一政写真展（ギャラリー La Vie）岩手
- 1999年 SEQUENCE（東京写真文化館）東京
- 2000年 房総風土記（ポラロイドギャラリー）東京
- 2000年 東京景（ニコンサロン）東京・大阪
- 2000年 須田一政写真展（ミック）熊本
- 2000年 Suda Issei Vintage（ライトワークス）神奈川
- 2000年 台北街視（アートグラフ）東京
- 2000年 房総風土記・（ギャラリー古島）千葉
- 2000年 須田一政オリジナルプリント展（東京写真文化館）東京
- 2000年 幼年の日々（コニカプラザ）東京
- 2000年 須田一政写真展（大阪芸術大学）大阪
- 2000年 Beginning（ギャラリー パストレイズ）神奈川
- 2001年 Typhoon－沖縄（NADAR）大阪
- 2001年 RUBBER（ギャラリー パストレイズ）神奈川
- 2001年 Traces　of　Days（NAJA）千葉
- 2002年 EDEN（ギャラリー パストレイズ）神奈川
- 2002年 Typhoon－沖縄（東京写真文化館）東京
- 2002年 RUBBER（NADAR）大阪
- 2002年 EDEN・（ライトワークス）神奈川
- 2002年 SPOT（爾麗美術）神奈川
- 2002年 VIETNAM TIME（ポラロイドギャラリー）東京
- 2003年 F・Photo（Fukusuke　Gallery）大阪
- 2003年 Figure（ギャラリー パストレイズ）神奈川
- 2003年 EDEN（NADAR）大阪
- 2003年 F・Photo（NADAR）東京
- 2003年 ALBUM－惜春鳥1968-1973（新宿ニコンサロン）東京
- 2003年 仁右衛門島まで（NAJA）千葉
- 2003年 VIETNAM（大阪芸術大学）大阪
- 2004年 大阪（ライトワークス）神奈川
- 2004年 EDEN－終章－（アートスペースモーター）東京
- 2004年 EDEN－終章－（ギャラリー La Vie）盛岡
- 2004年 F・Photo（アートスペースモーター）東京
- 2004年 VIETNAM（無寸草）東京
- 2005年 須田一政1969-1974（アートスペースモーター）東京
- 2005年 EDEN－終章－（NADAR）大阪
- 2005年 風姿花伝（JCII）東京
- 2005年 ANOTHER PLACE（アートスペースモーター）東京
- 2005年 夜になる前に（NADAR　SHIBUYA355）東京
- 2005年 KINETICSCCAPE（ギャラリー パストレイズ）東京
- 2006年 東京景（247 Photography Roonee）東京
- 2006年 KINETIC CHRONICLE（NADAR　SHIBUYA355）東京
- 2006年 KINETICSCCAPE（NADAR）東京
- 2006年 ROOM（247 Photography Roonee）東京
- 2006年 昭和50年・夏（NADAR　SHIBUYA355）東京
- 2006年 KINETICSCCAPE II（アートスペースモーター）東京
- 2006年 SNAPSHOT（NAJA）千葉
- 2007年 OKINAWA（BIG STONE Gallery）大阪
- 2007年 子供の情景（ギャラリー パストレイズ）東京
- 2007年 横浜美術館コレクション展・わが東京（横浜美術館）神奈川
- 2007年 HOTEL（NADAR）大阪
- 2007年 東京 1980（BIG STONE Gallery）大阪
- 2007年 ニホンノ風景（ニコンサロン）東京　大阪
- 2007年 千代田の松（ギャラリー パストレイズ）東京
- 2007年 沖縄（NADAR　SHIBUYA355）東京
- 2007年 民謡山河（ギャラリー冬青）東京
- 2008年 1987台北街視（ギャラリー パストレイズ）神奈川
- 2008年 民謡山河（NADAR）大阪
- 2008年 眼界（プレイスM）東京
- 2009年 角の煙草屋までの旅（nagune）東京
- 2009年 NUDE（PUNCTUM）東京